# Васильєва Ганна Михайлівна
Ганна Михайлівна Васильєва (14 грудня 1916, Бетюнський наслег, Амгинський улус — 1992, село Бетюнци, Якутія) — голова виконкому Бетюнської сільської ради депутатів трудящих Амгинського району Якутської АРСР. Герой Соціалістичної Праці (1971). Депутат Верховної Ради Якутської РСР.

## Біографія
Народилася в 1916 році в селянській родині в Бетюнському наслезі. Закінчила чотири класи початкової школи, після чого працювала лічильником-писарем, завідуючою фермою великої рогатої худоби в місцевому колгоспі. В 1917 році вийшла заміж за Ваніфадія Васильєва. З 1945 року — голова Бетюнського виконкому сільської ради. Перебувала на цій посаді до 1977 року.
Будучи головою Бетюнського райвиконкому, займалася розвитком сільськогосподарського виробництва і будівництвом різних соціально-культурних об'єктів у районному центрі Бетюнци. За роки її керівництва Бетюнським райвиконкомом були побудовані нові школа, будинок культури, 220 житлових будинків, різні господарські і виробничі об'єкти. Указом Президії Верховної Ради СРСР від 8 квітня 1971 року за видатні успіхи, досягнуті в розвитку сільськогосподарського виробництва і виконання п'ятирічного плану продажу державі продуктів землеробства і тваринництва удостоєна звання Героя Соціалістичної Праці з врученням ордена Леніна і золотої медалі «Серп і Молот».
Обиралася депутатом Верховної Ради Якутської РСР .
У 1977 році вийшла на пенсію. Проживала у селі Бетюнци, де померла в 1992 році.
Нагороди
- Орден Леніна
- Медаль «За доблесну працю у Великій Вітчизняній війні 1941-1945 рр .. »
- Почесний громадянин Республіки Якутія і Амгинського улусу[1]
- Заслужений працівник народного господарства Якутської АРСР (1976)

Пам'ять
- Її ім'ям названа вулиця в селі Бетюнци.
- У селі Бетюнци в 2003 році відкрито музей, присвячений Ганні Васильєвій